# Hôtel Métropole
Cet article concerne l'hôtel Bruxellois. Pour les hôtels homonymes, voir Hôtel Métropole (homonymie). Pour les autres homonymies, voir Métropole (homonymie).
L’hôtel Métropole était un établissement cinq étoiles situé place de Brouckère dans le cœur du centre historique de Bruxelles. L'hôtel disposait de 251 chambres élégantes dont 22 suites spacieuses, toutes agencées avec un style propre à chacune d'entre elles : art déco, art nouveau, style moderne. En avril 2020, la direction annonce la fermeture définitive de l'établissement en raison de la crise sanitaire liée à la pandémie de Covid-19.
Il disposait également d'un bar, « Le 31 », avec un décor style « fin du XIXe contemporain », une salle de petit-déjeuner au décor exotique « Le Jardin indien », la brasserie-restaurant Café Métropole ainsi que onze salles de conférences et une salle de fitness.

## Histoire

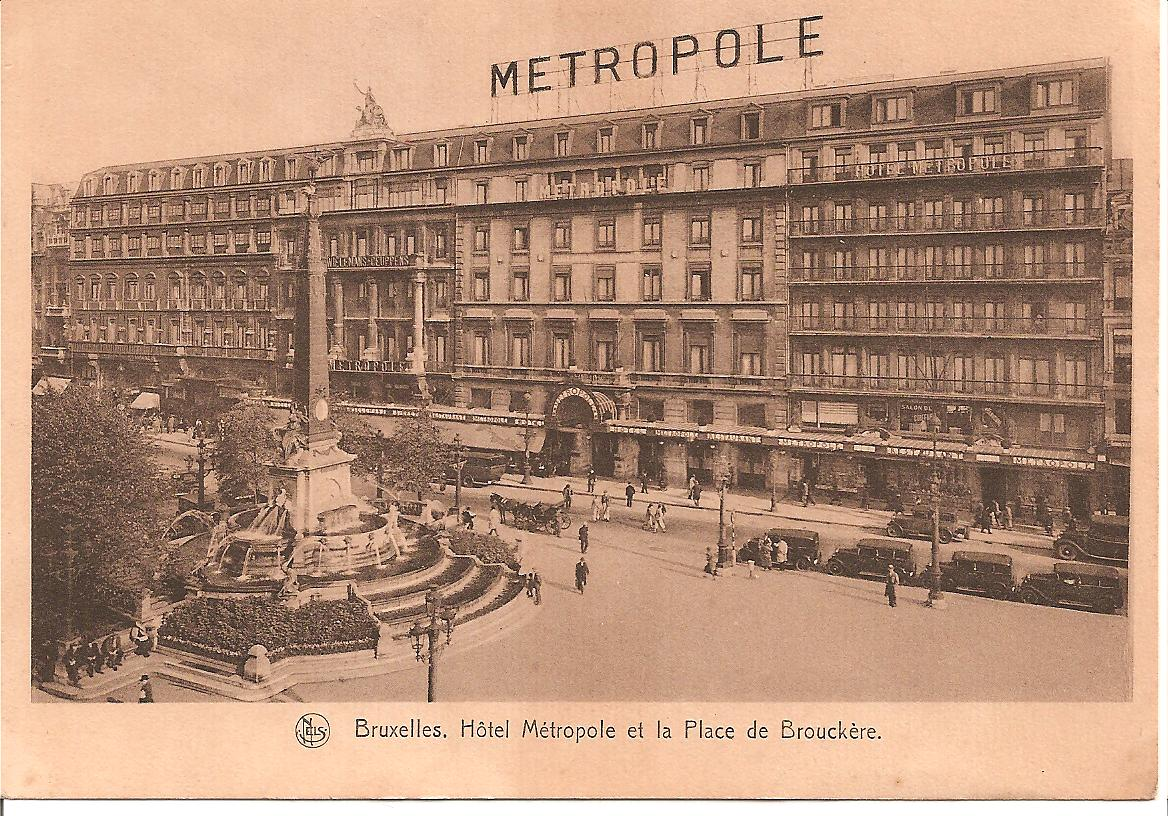
L'hôtel Métropole dans les années 1920.

Le bâtiment principal est construit en 1872-1874 par l'architecte Antoine Trappeniers pour la Caisse générale d'épargne et de retraite. Racheté en 1891 par la brasserie Wielemans-Ceuppens pour servir d'annexe à son café, dans l’intention de promouvoir une sélection de bières Wielemans sur la très réputée place de Brouckère, il est transformé en hôtel de luxe par l'architecte Alban Chambon. Inauguré en 1895, cet hôtel de Bruxelles est le seul établissement de la ville datant du XIXe siècle encore en activité. L’entrée principale a tout du style Renaissance française, menant au hall de réception de style Empire, largement décoré de vitraux célébrant l’héritage Art nouveau de la ville. En 1911, le premier Congrès Solvay se tient dans ses murs. Le cocktail Black Russian y est créé en 1949.
Le 22 avril 2020, la direction annonce que l'hôtel « se trouve dans une situation apparaissant sans issue » et que la fermeture est inévitable. En juin 2021, d'anciens employés de l'hôtel Métropole relancent le café Métropole et referme le 28 février 2023 en raison de fin de bail. En novembre 2022, l'hôtel et son café sont rachetés par le fonds d’investissement Lone Star Fund, qui compte confier l’exploitation de l’établissement à la société française de gestion hôtelière Centaurus Hospitality Management. L'hôtel et sa brasserie devraient rouvrir d'ici fin 2025, après une importante rénovation des lieux.

## La brasserieCafé Métropole
Ouvert en 1890, le café Métropole ferme ses portes fin avril 2013 jusqu'à février 2014 pour entamer des travaux de restauration. Ce palais d'Art Nouveau a néanmoins conservé son âme. L’intérieur et l’extérieur du bâtiment étant classés, aucun changement majeur ne pouvait d'ailleurs être engagé.
Les clients peuvent choisir, comme auparavant, entre le cadre intime de l’intérieur du café ou prendre le pouls de la ville, été comme hiver, en s’attablant à la terrasse chauffée, qui, a été agrandie, donnant sur la place de Brouckère.
La nouvelle carte du café renoue avec l’histoire de la création de cet établissement par la famille fondatrice de la Brasserie Wielemans-Ceuppens. On peut y découvrir une sélection exigeante de bières artisanales belges, venir prendre le thé et y déguster des pâtisseries et profiter d’un service de restauration de style brasserie.

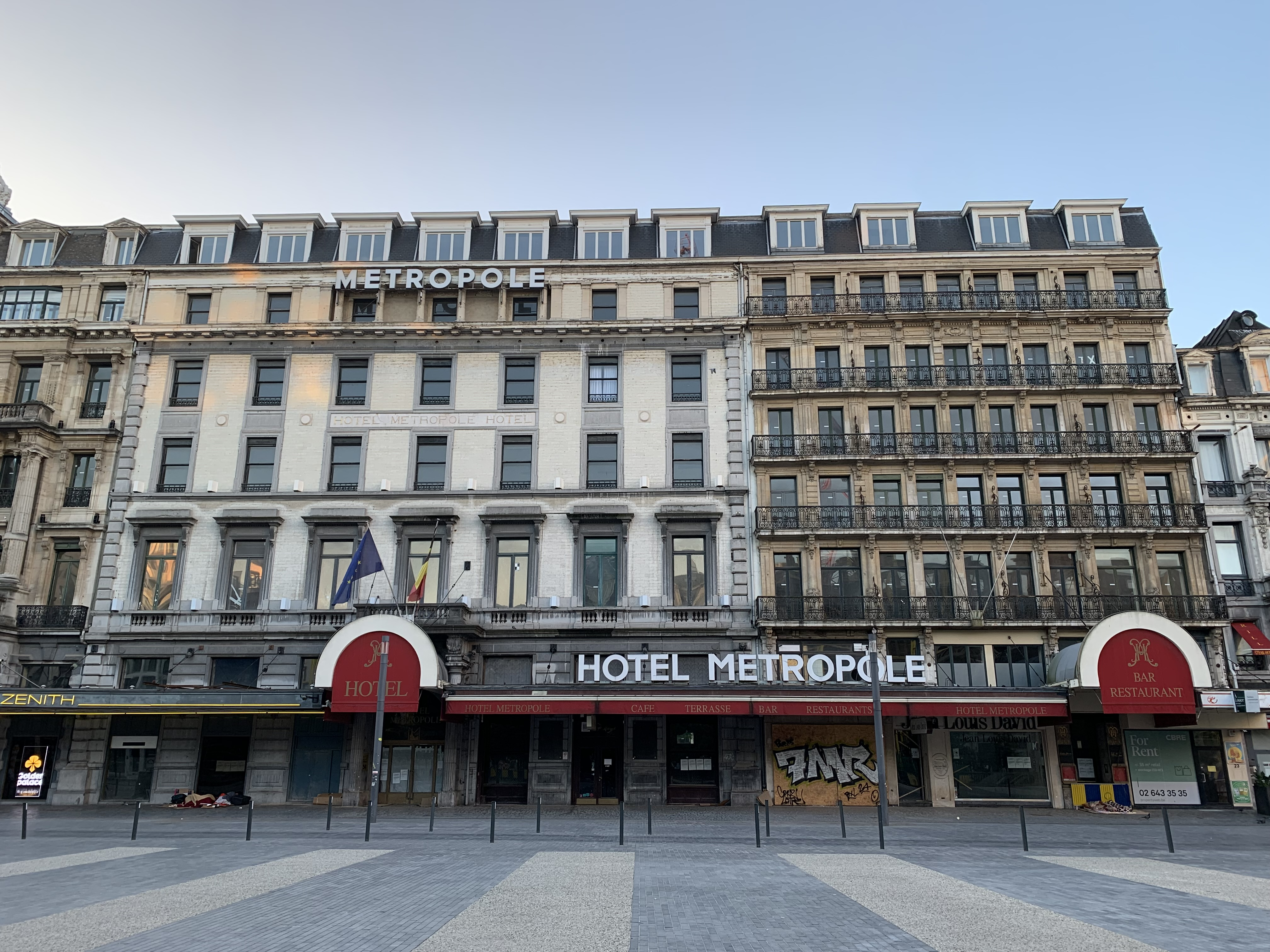
Façade principale.
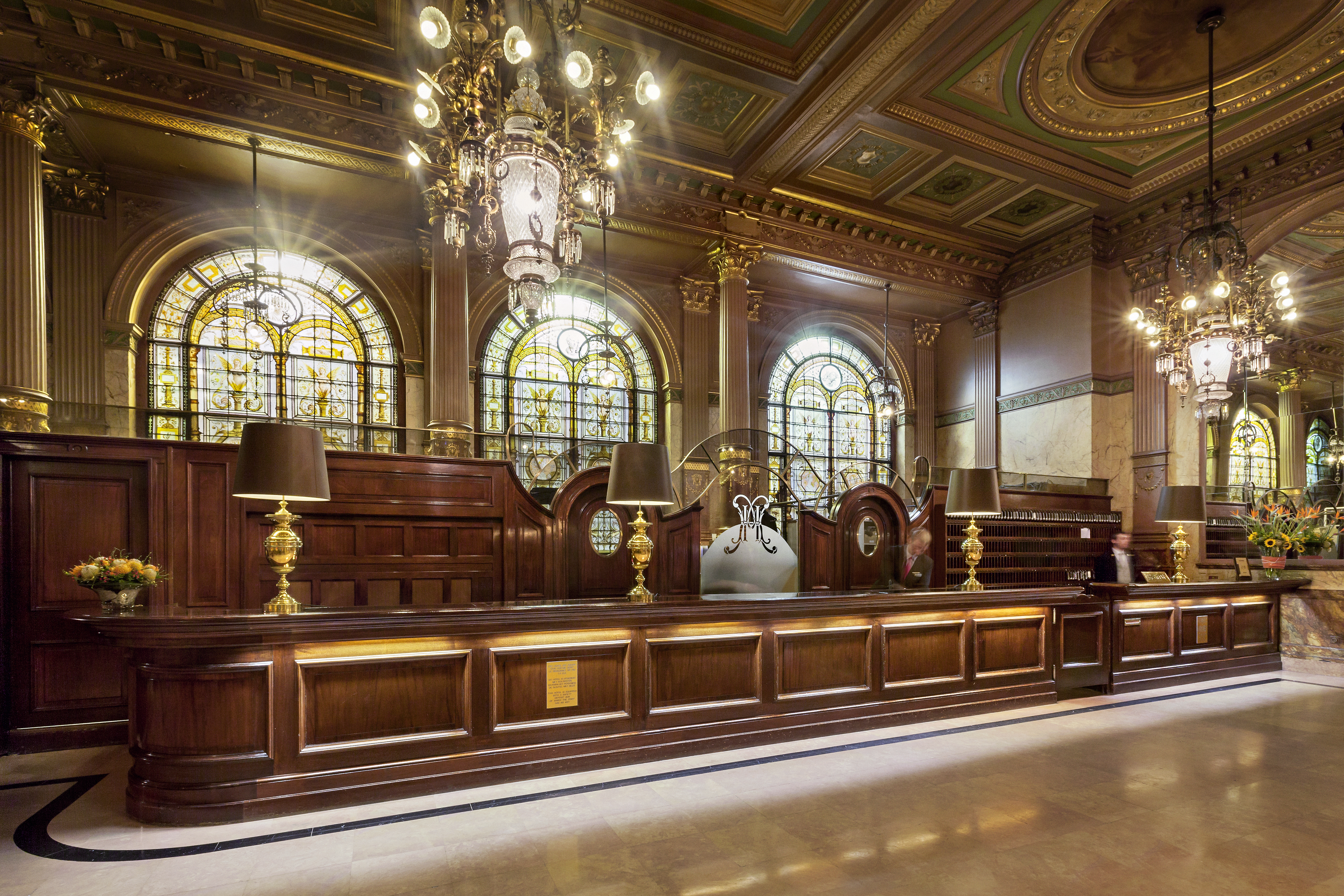
Hall de l'hôtel.
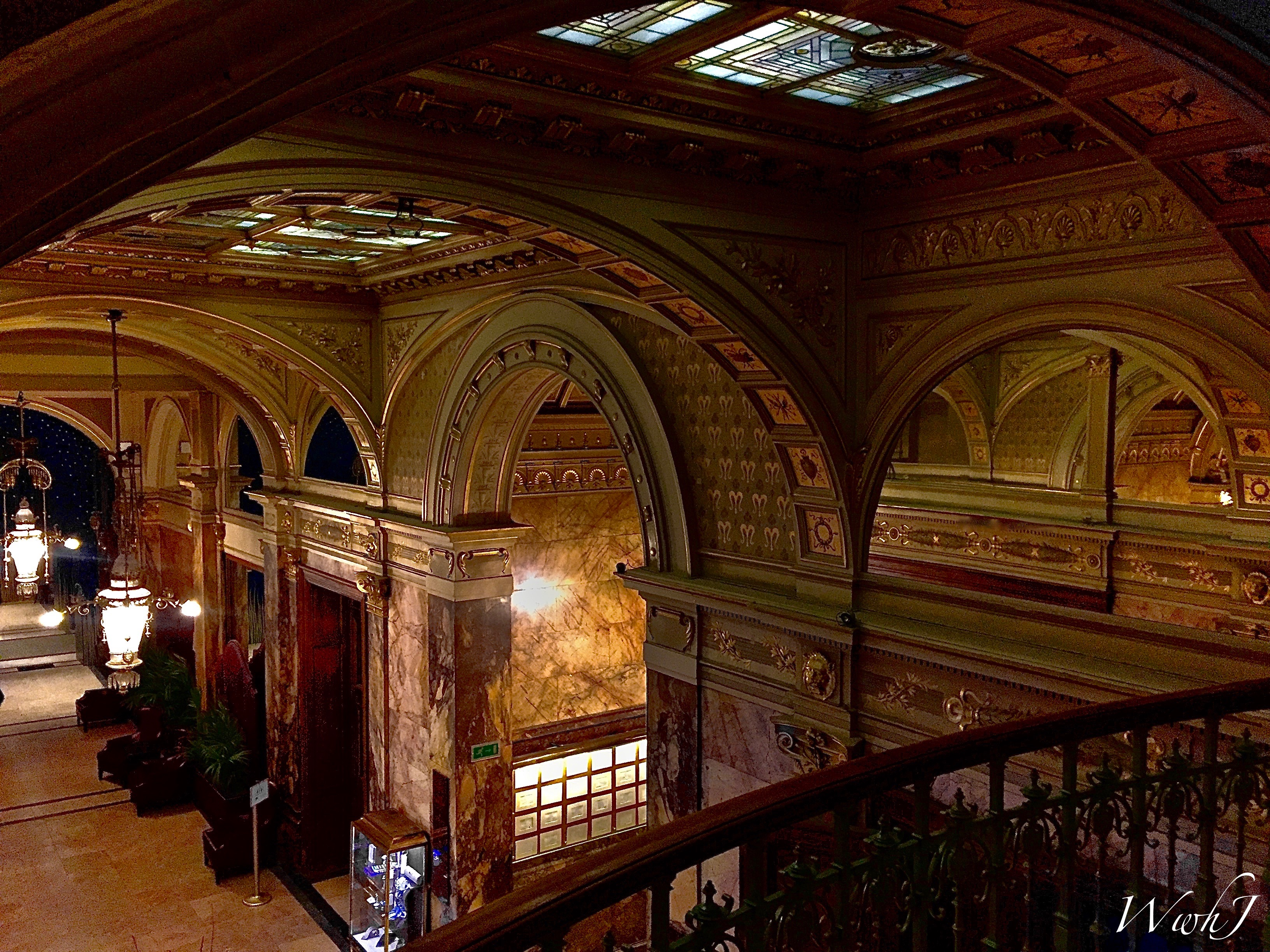
Corridor.

## Récompenses
- Monument historique : en 2002, le Conseil des monuments et sites de la région Bruxelles Capitale a classé monuments historiques le rez-de-chaussée ainsi que la façade de l’hôtel.
- L’Hôtel Métropole est membre de la Brussels Exclusive Label (B.E.L.), une association qui rassemble les enseignes les plus prestigieuses de Bruxelles.
- BECI (Brussels Enterprises Commerces and Industry) : l’hôtel a obtenu une « mention spéciale » aux Récompenses des entreprises de Bruxelles, comme destination de grandeur historique.

## Littérature
- Dans le roman Soumission de Michel Houellebecq, l'un des personnages explique sa conversion à l'islam par le traumatisme qu'il a ressenti en apprenant la fermeture du bar de l'hôtel. La fermeture de ce lieu, joyau de l'Art nouveau et de ce fait symbole d'un certain apogée de la culture et du rayonnement de l'Occident, incarnerait ainsi le "suicide" irrémédiable de notre civilisation.

## Films tournés à l'hôtel
Au fil des années le prestigieux décor du Métropole a souvent servi de lieu de tournage de films célèbres. Parmi ceux-ci :
- 1977 : Le Dernier Baiser (Belgique-France), de Dolorès Grassian, avec Annie Girardot, Bernard Fresson et Maria Pacôme.
- 1983 : Mortelle Randonnée, de Claude Miller (France) avec Michel Serrault et Isabelle Adjani.
- 1982 : L'Étoile du nord (France), de Pierre Granier-Deferre avec Philippe Noiret et Simone Signoret.
- 1983 : Benvenuta (Belgique-France), d'André Delvaux, avec Fanny Ardant et Vittorio Gassman.
- 1984 : Le sang des autres, de Claude Chabrol, avec Jodie Foster et Lambert Wilson.
- 1987 : Mascara (Belgique-France-Hollande), de Patrick Conrad, avec Charlotte Rampling et Michel Sarrazin.
- 1995 : Les anges gardiens (France), de Jean-Marie Poiré, avec Gérard Depardieu et Christian Clavier.
- 2006 : Odette Toulemonde (Belgique-France), d'Éric-Emmanuel Schmitt, avec Catherine Frot et Albert Dupontel.
- 2009 : Je l’aimais (Belgique–France), de Zabou Breitman, avec Daniel Auteuil et Marie-Josée Croze.
- 2009 : Villa Amalia (France), de Benoît Jacquot avec Isabelle Huppert.
- 2009 : La guerre continue (France), de Frédéric Sojcher, avec Micheline Presle.
- 2010 : Hors-la-loi (franco-algérien), de Rachid Bouchareb, avec Jamel Debbouze.
- 2010 : Libre échange (franco-belge), de Serge Gisquière, avec Julie Depardieu et Carole Bouquet.
- 2012 : Cloclo (Franco-belge), de Florent-Emilio Siri avec Jérémy Renier et Benoît Magimel.
- 2012 : The Expatriate (belgo-americano-canadienne), de Philippe Stöltz, avec Aaron Eckart.
- 2012 : Hors les murs (belgo-franco-canadienne), de David Lambert.
- 2013 : Möbius (belgo-française), d'Éric Rochant avec Cécile De France, Jean Dujardin, Tim Roth.
- 2013 : La Confrérie des larmes (belgo-française), de Jean-Baptiste Andrea avec Jérémie Renier.
- 2013 : Marge d’erreur (téléfilm belgo-français), de Joël Santoni avec Anny Duperey.
- 2014 : Le Dernier Diamant (belgo-français), d'Éric Barbier avec Yvan Attal, Annie Cordy, Bérénice Bejo.
- 2015 : A Royal Night Out (anglo-belge), de Julian Jarrold, avec Sarah Gadon, Emily Watson, Jack Reynor[réf. souhaitée].
- 2015 : Moonwalkers (anglo-belge), d'Antoine Bardou-Jacquet avec Ron Perlman et Rupert Grint.
- 2015 : Tonic Immobility (Belgique), de  Nathalie Teirlinck, avec Evelyne Brochu, Eriq Ebouaney[réf. souhaitée].
- 2018 : The Happy Prince (belgo-germano-anglais), de Rupert Everett, avec Rupert Everett, Colin Firth, Emily Watson.
- 2020 : Les Engagés (web-série Franco-belge), de  Sullivan Le Postec et William Samaha avec Éric Pucheu, Mehdi Meskar.